# Клипфиск

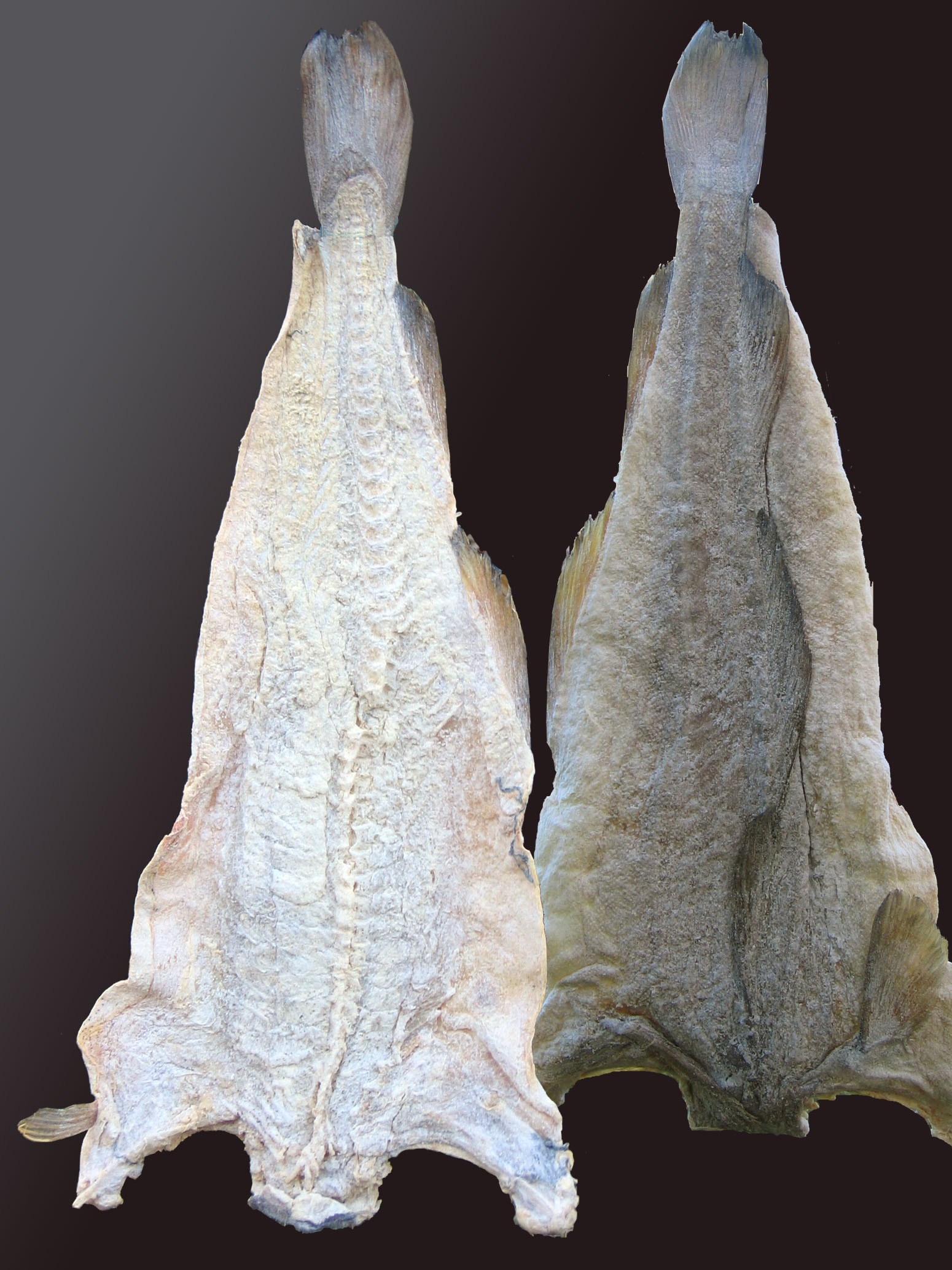
Норвежский клипфиск

Клипфи́ск — рыбный продукт, получаемый методом холодной сушки, солёно-сушёная треска или пикша. Сушёный клипфиск содержит около 40 % влаги и 20 % соли, глубокая просолка отличает продукт от другого вида сушёной трески — стокфиска.
Клипфиск производят почти во всех странах, предметом лова которых является треска или пикша: Канада, Великобритания, Исландия, Норвегия, Германия. При этом потребляют клипфиск главным образом южные страны, наибольшую известность он приобрёл в португальской кулинарной традиции под именем бакальяу, также распространён в других странах Средиземноморья (Испании, Италии) и Латинской Америки (Аргентине, Бразилии, Кубе) под наименованиями «бакало» и «баккала».

## Приготовление
Процесс приготовления клипфиска подразделяется на две самостоятельные стадии: приготовление полуфабриката — солёного клипфиска и его сушка. Часто клипфиск реализуется в солёном виде без сушки. Клипфиск производят только из совершенно свежей рыбы, обескровленной в живом виде. От обескровливания зависит белизна мяса, которая является основным требованием к внешнему виду готового продукта. Уснувшая или полежавшая треска не может быть хорошо обескровлена. Треску под клипфиск после обескровливания обезглавливают и распластывают как вручную, так и на специальных клипфискных машинах. Последующая тщательная мойка заготовки производится вручную в чистой морской воде волосяными или травяными щётками. Посол клипфиска производится в закромах трюма траулера штабелем высотой в 1—1,2 м кожей вниз в расправленном вручную виде, соль кладётся в количестве 50—60 %. Рыба не соприкасается друг с другом, а тузлук стекает и поглощается избытком соли. Продолжительность посола составляет 12 суток.
Сушка клипфиска производится в естественных условиях или сушилках при температуре не выше 30 °C. В естественных условиях полуфабрикат клипфиска раскладывают на стеллажах в штабеля высотой около 50 см кожей вниз под груз. Спустя 3—5 дней рыбу перекладывают в более высокие штабеля и снова прессуют. Процедура повторяется несколько раз с увеличением груза по мере высыхания рыбы. Продолжительность сушки клипфиска в естественных условиях составляет около 40 суток, в сушилках — в 3—4 раза меньше. Качество продукции при искусственной сушке хуже, чем при естественной. Готовый продукт подпрессовывают по 30 кг, обшивают в плотную ткань и хранят в сухом помещении.
При реализации через систему розничной торговли сушёную треску пилят пилой. Перед приготовлением большинства блюд из сушёной трески, рыбу, как правило, вымачивают несколько часов, сменяя воду не один раз. Исключением являются лишь несколько популярных блюд, таких как салат из сушёной трески.

## Бакальяу

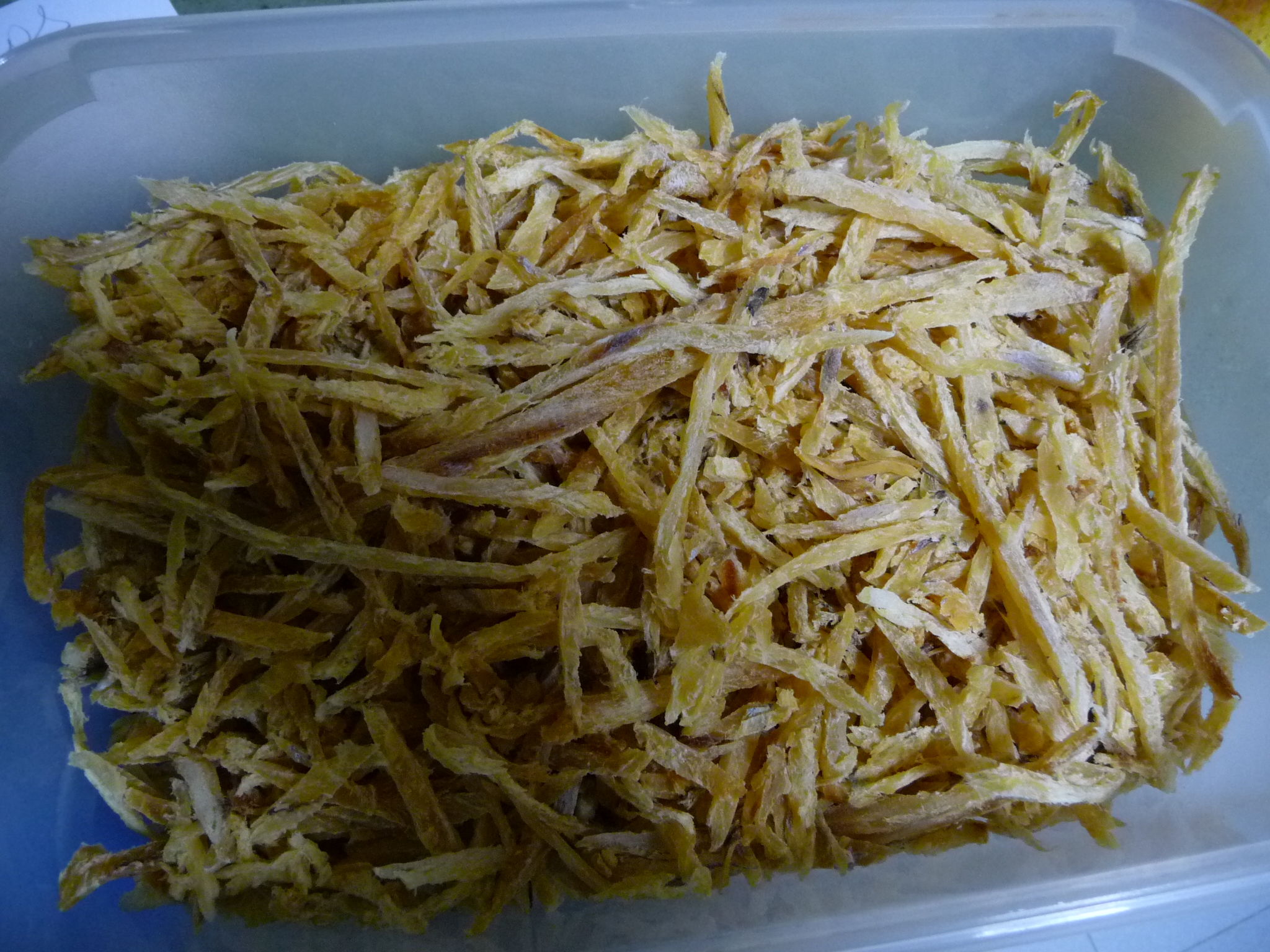
Бакальяу в стружке

Бакальяу — традиционный пищевой продукт в Португалии, используемый в португальских блюдах, зачастую подаваемых в этой стране на Рождество.
Поскольку у португальских берегов треска не ловится, португальцы закупали клипфиск из трески, пойманной в Северной Атлантике, в связи с чем в кулинарном контексте под словом порт. bacalhau (треска), как правило, понимался подобным образом обработанный продукт, а не треска вообще; аналогичная ситуация существовала и в других средиземноморских странах романских языков и католической культуры, где такая сушеная треска была также популярна (итал. baccalà, исп. bacalao).
История продукта насчитывает несколько столетий. Засолка и сушка позволяла перевозить треску парусными судами из районов его лова в Северной Атлантике. Традиционным поставщиком клипфиска на рынки средиземноморских стран были Норвегия и Исландия.
Португальские и баскские рыбаки также ловили треску у берегов Ньюфаундленда, сушили её на месте, и доставляли её на Иберийский полуостров — плавание, которое могло занимать до трёх месяцев. Согласно историческим данным, португальские флоты стали ходить в северные воды за треской ещё при короле Жуане I, правившем в 1385—1433 гг.
В прошлом в Португалии бакальяу считалась едой бедняков. Была она и подходящим продуктом для еды в Великий пост, когда становилась «королём стола». Но после Второй мировой войны цены на этот продукт постепенно возросли, и сейчас он считается деликатесом; её часто едят по праздникам, как то: в рождественский сочельник, страстную неделю, и особенно страстную пятницу.
Существует множество способов приготовления продукта. Наиболее популярно блюдо в Португалии и Галисии, в меньшей степени в бывших колониях — Анголе, Макао и Бразилии.